# François de Tricornot de Rose
 (décembre 2023).
Si vous disposez d'ouvrages ou d'articles de référence ou si vous connaissez des sites web de qualité traitant du thème abordé ici, merci de compléter l'article en donnant les références utiles à sa vérifiabilité et en les liant à la section « Notes et références ».
Pour les articles homonymes, voir François de Rose et Rose.
François de Tricornot de Rose, plus couramment appelé François de Rose, né le 3 novembre 1910 à Carcassonne et mort le 23 mars 2014 à Neuilly-sur-Seine, est un diplomate français.
Il fut ambassadeur de France.
Il est le fils de Charles de Tricornot de Rose.

## Carrière
Il appartenait à une famille de militaires et était destiné à suivre cette voie. Son père avait été un des premiers pilotes et avait été le créateur de l'aviation de chasse française avant de mourir en 1916 aux commandes de son appareil.
Il fait ses études au lycée Janson-de-Sailly, puis il poursuit à Sciences-Po. Un accident à l'œil lui interdit d'entamer une carrière militaire. Il choisit alors de faire une carrière diplomatique à partir de 1937.
En 1940, il est en poste à Londres. Il doit alors choisir entre le général de Gaulle et l'obéissance au maréchal Pétain. Il choisit de devenir conseiller diplomatique du général Weygand à Alger. Il participera aux discussions avec Robert Murphy, envoyé spécial du président Roosevelt, en vue du futur débarquement des Alliés au Maroc de novembre 1942. Le général Weygand ayant été rappelé en France en novembre 1941, François de Rose rejoint l'ambassade de France en Argentine. Il est ensuite nommé officier de liaison dans une unité britannique après le débarquement des Alliés en Afrique du Nord.

Après la Seconde Guerre mondiale, sa carrière a été principalement consacrée aux questions nucléaires et de défense, tant à la recherche fondamentale qu'à ses applications civiles et militaires.
Dans son journal inutile, p331, Paul Morand affirme que De Rose était sous ses ordres à l'ambassade de France à Bucarest jusqu'à février 44.
Il a siégé à la Commission pour le contrôle international de l’énergie atomique de l’ONU de 1945 à 1949.
En 1952, il participe à la fondation du Centre européen de la recherche nucléaire (CERN). François de Rose se lie alors avec les plus grands scientifiques de son époque. Il a la conviction que la reconstruction de l’Europe se fera par la mise en commun des moyens scientifiques des pays européens.
En 1956, il est chef du service des pactes, des affaires atomiques et des affaires spatiales du ministère des Affaires étrangères. Il est également membre du Comité de l'énergie atomique et président de l'Organisation européenne pour la recherche nucléaire. Il préside le conseil d’administration du CERN de 1958 à 1960. C'est pendant son mandat qu'est décidé l'extension du CERN sur le territoire français.
En 1961, il est nommé adjoint civil du chef d'État-major général de la Défense nationale.
Il devient membre de l'International Institute for Strategic Studies de Londres en 1963 avec Raymond Aron. Il en deviendra vice-président.
En 1964, il est nommé ambassadeur au Portugal. Il revient en France en 1970, puis est nommé Représentant permanent de la France auprès du conseil de l’Organisation du traité de l'Atlantique nord (OTAN) et le reste jusqu'en 1974. Il a été l'un des négociateurs de la déclaration d'Ottawa de 1974.
En 1983, il publie aux éditions Julliard, Contre la stratégie des Curiaces, écrit au moment de la crise des missiles en Europe, une réflexion sur le déséquilibre stratégique en Europe. Il y développe l'idée que l'absence d'une conception stratégique occidentale cohérente crée une faiblesse dangereuse en cas de conflit et propose une « riposte inflexible ».
En 2004, pour le 50e anniversaire du CERN, François de Rose avait fait part dans une lettre du bonheur et de la fierté d’avoir participé à ce fleuron de la recherche européenne.
Le 12 mars 2014, il a publié un livre de souvenirs, Un diplomate dans le siècle. Souvenirs et anecdotes

## Publications
- La France et la défense de l'Europe, Paris, Seuil (collection L'Histoire immédiate), Paris, 1976  (ISBN 9782020044455).
- Avec Hélène Carrère d'Encausse ; Après la détente, dossier de la revue Politique internationale, Hachette, Paris, 1982, p. 575.
- Contre strategie des curiaces, Paris, Éditions Julliard, 1983  (ISBN 978-2260003212) ; p. 130.
- Défendre la défense, Paris, Éditions Julliard, Paris, 1989  (ISBN 978-2260006701) ; p. 192
- « La découverte du boson de Higgs, symbole de l'excellence européenne », Le Monde,‎ 28 juillet 2012 (lire en ligne ).
- Un diplomate dans le siècle - Souvenirs et anecdotes, Paris, Éditions Fallois, 2014  (ISBN 9782877068550).